# ماسيميليانو بيسينتي
ماسيميليانو بيسينتي (بالإيطالية: Massimiliano Pesenti)‏ (13 أبريل 1987 في إيطاليا - ) هو لاعب كرة قدم إيطالي في مركز الهجوم. لعب مع نادي ريجيانا 1919 وFC Canavese ‏ ونادي لوميتساني ونادي براتو وUC AlbinoLeffe ‏.

## روابط خارجية
- ماسيميليانو بيسينتي على موقع قاعدة بيانات كرة القدم.إي يو (الإنجليزية)
- ماسيميليانو بيسينتي على موقع Soccerway.com (الإنجليزية)